# Lentiai
Lentiai (velenceiül Lentiei) település Olaszországban, Veneto régióban, Belluno megyében. Lakosainak száma 2959 fő (2018. január 1.). Lentiai Cesiomaggiore, Mel, Valdobbiadene, Feltre, Santa Giustina és Quero Vas községekkel határos.

## Népesség
A település lakossága az elmúlt években az alábbi módon változott:

| 2017 | 2 969 |
| 2018 | 2 959 |